# 查理·凱勒
查爾斯·厄尼斯特·凱勒（英語：Charles Ernest Keller，1916年9月12日—1990年5月23日），綽號「金剛」，為美國職棒大聯盟的左外野手。生涯曾效力過洋基與老虎兩隊。凱勒是一名擊球力量相當出色的球員，他常常敲出許多深遠飛球和大號全壘打，因此讓他獲得「金剛」的外號。

## 職業生涯
1937年，凱勒在馬里蘭大學拿下農業經濟學的學位。他在1939年加入紐約洋基，並和湯米·亨利奇、喬·迪馬喬成為球隊先發外野手。這年他的打擊率為3成34，並敲出11轟與83分打點。他在世界大賽敲出3轟，打擊率高達4成38，最後洋基四連勝橫掃紅人奪冠。
1940年，凱勒的打擊率為2成86，並敲出21轟與93分打點。1941年，他的打擊率為2成98，並敲出生涯新高的33轟與122分打點。1942年，他連續3年達成得100分和獲得100次保送，並完成生涯新高的單季14次盜壘成功。
1944年和1945年，凱勒加入美國海軍服役。1946年，他回歸大聯盟賽場上，敲出30轟、29支二壘安打和10支三壘安打。
1947年至1949年間，凱勒受到椎間盤突出的困擾，使得他慢慢成為替補球員。1950年，他被洋基隊釋出，並和老虎隊簽下2年合約，並主要擔任代打。1952年，他重回洋基，他只出賽2場比賽就被球隊釋出，最後結束職棒生涯。

## 生涯打擊成績
| 出賽次數 | 打席 | 打數 | 得分 | 安打 | 二安 | 三安 | 全壘打 | 打點 | 盜壘 | 保送 | 三振 | 打擊率 | 上壘率 | 長打率 | OPS  |
| -------- | ---- | ---- | ---- | ---- | ---- | ---- | ------ | ---- | ---- | ---- | ---- | ------ | ------ | ------ | ---- |
| 1170     | 4604 | 3790 | 725  | 1085 | 166  | 72   | 189    | 760  | 45   | 784  | 499  | .286   | .410   | .518   | .928 |

## 晚年
凱勒在退休後經營馬場，他還將馬場命名為「Yankeeland」。他常常以洋基一詞來替他的馬匹命名。1957年到1959年間，他在洋基隊擔任教練，並在1958年拿下世界大賽冠軍。
後來凱勒先後入選弗瑞德里克郡和馬里蘭州的運動名人堂，他的弟弟哈爾曾短暫在大聯盟擔任捕手，不過他主要擔任前台主管。
1990年，凱勒因病去世，享年73歲。

## 外部連結
- 球員資訊和成績在MLB，ESPN，Baseball-Reference，Fangraphs（英文）